# Memorial Arthur Schmidt
O Memorial Arthur Schmidt foi projetado junto à Fábrica Porcelana Schmidt, localizado na cidade de Pomerode em Santa Catarina,  para preservar a história da Porcelana Schmidt, entrelaçada com a história da porcelana no Brasil.

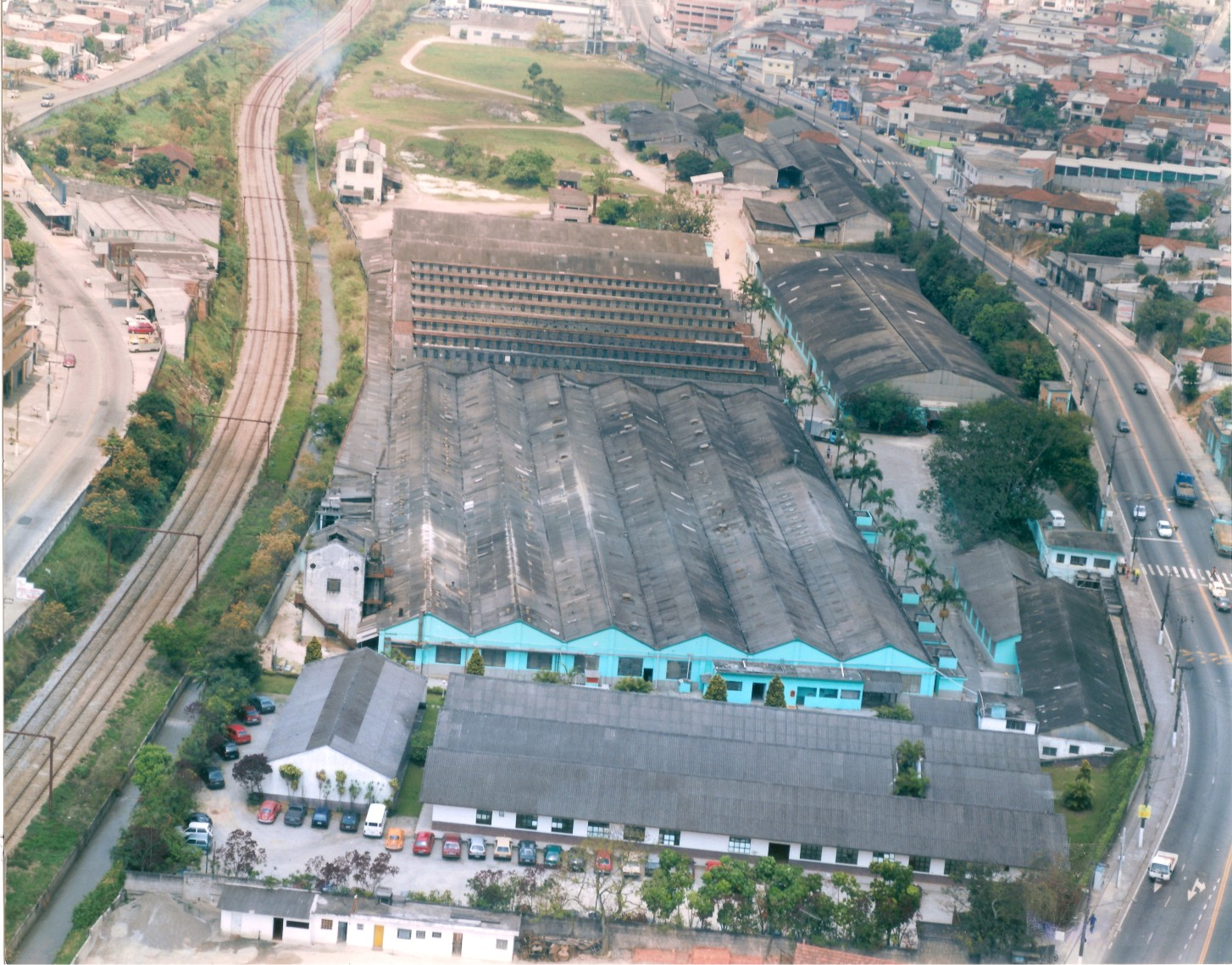
Vista aérea da Fábrica de Porcelana Schmidt onde está instalado o Memorial Arthur Schmidt.

Através de peças raras, coleções de época e publicações da família e dos produtos, retrata o percurso desta fábrica, fundada em 1945.

## História
A fábrica é criada após desentendimentos entre Fritz Erwin Schmidt e os herdeiros da Porcelana Mauá, fundada por seu tio Fritz Lorenz em 1937. Na época, Fritz Schmidt trabalhava na fábrica em Mauá e pediu demissão, juntamente com outros familiares da família Schmidt. Após trabalharem em outras empresas de cerâmica como Céramus e Cerâmica Matarazzo, eles abriram a Porcelana Real na cidade de Mauá.
Em 1945, a família Schmidt muda-se para Santa Catarina e funda a Porcelana Schmidt.